# Flughafen Semei

i7
i11
i13
Der Flughafen Semei (bis 2007 Semipalatinsk) (kasachisch Халықаралық Семей Әуежайы Chalyqaralyq Semei Äujeschajy; russisch Международный аэропорт Семей Meschdunarodny aeroport Semei, IATA-Code: PLX, ICAO-Code: UASS) ist der Flughafen der ostkasachischen Stadt Semei.
Von hier bestehen nationale Verbindungen nach Astana, Almaty, Ajagös und Öskemen. Das einzige internationale Flugziel ist die russische Hauptstadt Moskau.

## Zwischenfälle
- Am 10. Dezember 1960 verunglückte eine Antonow An-2T der sowjetischen Aeroflot (Luftfahrzeugkennzeichen CCCP-33181), mit der ein Flug von Semipalatinsk nach Abai durchgeführt wurde. Die Maschine war ohne eine gültigen meteorologischen Bericht gestartet und traf entlang der Flugstrecke auf sehr schwierige Wetterbedingungen. Als 45 Kilometer vom Startflughafen eine Kehrtwende für die Umkehr nach Semipalatinsk geflogen wurde, bewegten sich mehrere Passagiere in den hinteren Rumpfbereich zur Bordtoilette. Hierdurch kam es zu einer Schwerpunktverlagerung, die zu einem Strömungsabriss und schließlich zum Absturz der Maschine führte. Alle 12 Insassen kamen ums Leben.[1]

- Am 28. Februar 1973 stürzte eine Jakowlew Jak-40 der Aeroflot (CCCP-87602) kurz nach dem Start vom Flughafen Semipalatinsk ab. Die Absturzursache konnte nie vollständig geklärt werden. Alle 32 Insassen, drei Besatzungsmitglieder und 29 Passagiere, kamen ums Leben (siehe auch Aeroflot-Flug X-167).[2]